# 臘子口
臘子口（藏語：ལ་རྩེ་ཁོག，威利转写：la rtse khog）是中国甘肃省甘南藏族自治州迭部县岷山的一个山口，是連結四川省北部和甘肃南部之间的交通要道。歷史上對於參加长征的中國工農紅軍來說具有重要的战略意义。
长征期间，毛泽东率军越过若爾蓋濕地到达甘肃，奪取腊子口成為了擺在紅軍面前的一個重要任務。1935年9月16日，中國國民黨军队在臘子口修築碉堡，中国工农红军將領杨成武的部隊最終攻占了臘子口（臘子口戰役）。 
2014年，全长3735米的臘子口隧道建成。